# Сосневское кладбище

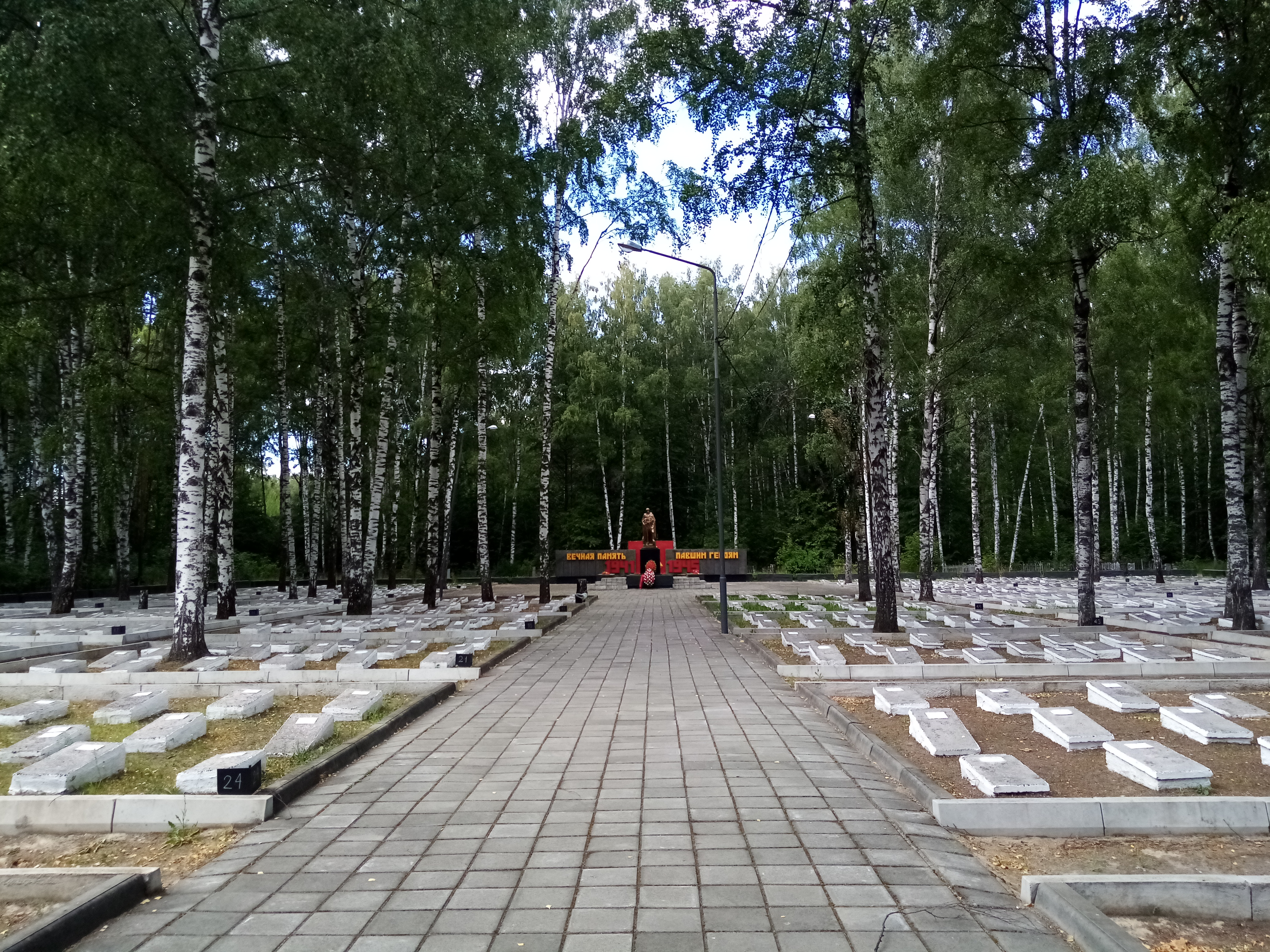
Военный мемориал

Со́сневское кла́дбище (также известно как кладбище Со́снево или Сажевое кладбище) — кладбище в городе Иваново, административном центре Ивановской области, Россия.
Расположено на востоке города.

## История
Основано в 1930-х годах в местечке Соснево. Альтернативное название «Сажевое кладбище» произошло от находившегося поблизости Сажевого завода. В начале 1960-х годов было объявлено закрытым, но с 1 июня 2013 года вновь открылось для новых захоронений путём присоединения новых участков.
У главного входа расположен Воинский мемориал, где похоронено 502 воина, умерших от ран в ивановских госпиталях в годы Великой Отечественной войны. В центре мемориала скульптура «Воин» (архитектор В. В. Алимаев, И. В. Тараканова) и стела «Вечный огонь».
Имеется мусульманский участок.

## Известные персоналии, похороненные на кладбище
- Благов, Александр Николаевич (1883—1961) — русский поэт.
- Веселовский, Сергей Павлович (1878—1946) — русский педагог и поэт.
- Семеновский, Дмитрий Николаевич (1894—1960) – поэт, прозаик и журналист.

## Адрес
153000 Россия, Иваново, улица Окуловой, 69